# Teofilakt Ohridski
Teofiklakt (srednjeveško grško Θεοφύλακτος, latinizirano: Theofílaktos, makedonsko Теофилакт, latinizirano: Teofilakt), bizantinski nadškof Ohrida in komentator Svetega pisma, * okoli 1055, † po 1107.

## Življenje
Teofilakt je bil rojen sredi 11. stoletja v Evripu (Halkidi) na Evboji, ki je bila takrat del Bizantinskega cesarstva. V Konstantinoplu je postal diakon, dosegel velik ugled kot učenjak in postal učitelj Konstantina Dukasa, sina cesarja Mihaela VII., za katerega je napisal Vzgojo princev. Okoli leta 1078 se je preselil v Makedonijo, kjer je postal nadškof v Ahridi, zdaj Ohrid, Severna Makedonija. 
Ohrid je bil pomembno bizantinsko mesto, ki so ga Bizantinci ponovno osvojili šestdeset let prej. Teofilakt  je na obrobju Bizantinskega cesarstva naslednjih dvajset let vestno in zavzeto opravljal svojo duhovniško službo. Četudi je bil po vzgoji in nazorih Bizantinec, je bil marljiv pastir makedonske pravoslavne cerkve in branil njene interese in avtonomijo, se pravi  njeno neodvisnost od Carigrajskega patriarhata. Odločno je ščitil svojo nadškofijo pred nauki pavličanov in bogumilov, ki jih Vzhodna pravoslavna cerkev šteje za heretike. S svojim delovanjem je pridobil spoštovanje in ljubezen  domačega prebivalstva.
V svojih pismih se je veliko pritoževal nad nesramnimi manirami Bolgarov in si prizadeval, da bi ga razrešili s položaja nadškofa,  a očitno brez uspeha. Njegova pisma iz Ohrida so dragocen vir podatkov za gospodarsko, socialno in politično zgodovino Makedonije ter bizantinsko prozopografijo. Pisma so polna pritožb nad 'barbarskim' okoljem,  v resnici pa je bil globoko vpleten v lokalni kulturni razvoj in napisal Hvalnico 15 mučencem iz Tiberijupola in  življenjepis Klimenta Ohridskega. V svojih pismih je poročal tudi o tem, kako so nenehne vojne Bizantinskega cesarstva s Pečenegi, Madžari in Normani uničile večino hrane v deželi in povzročile, da je veliko ljudi iz mest pobegnilo v gozdove. 
Ohridski nadškof Teofilakt je v 11. stoletju o Pečenegih zapisal:  
Njihovo napredovanje je hitro kot strela, umik pa hkrati  težak in lahek: težak je zaradi vojnih trofej, ki jih nosijo, in lahek, ker je tako hiter ... Oni ropajo druge države, ker nimajo svojega. Mirno življenje je zanje nesreča, srečni so, ko imajo izgovor za vojno ... Njihovo število je nešteto.
Umrl je po letu 1107. 
Današnje vzhodne pravoslavne cerkve Makedonije, Srbije, Bolgarije, Grčije in Rusije ga imajo za svetnika in se ga spominjajo 31. decembra kot Teofilakta Ohridskega.

## Dela
Njegovi komentarji evangelijev, Apostolskih del, Pavlovih poslanic in Malih prerokov temeljijo na komentarjih Janeza Zlatoustega. Njegova druga ohranjena dela vključujejo 130 pisem ter različne pridige in govore, Življenje Klimenta Ohridskega in druga manjša dela. Skrbno izdajo skoraj vseh njegovih spisov v grščini in latinščini s predhodno disertacijo je izdal JFBM de Rossi v Benetkah.  Njegovo izdajo je ponatisnil Jacques Paul Migne v Patrologia Graeca zv. 123–126 (1869). 
Tomaž Akvinski, slavni zahodnokrščanski teolog, je vključil dele Teofilaktovih spisov v svojo Catena Aurea, zbirko komentarjev štirih evangelijev cerkvenih očetov. 
V zgodnjem 16. stoletju so njegovi Komentarji Svetega pisma pomembno vplivali na Novum Testamentum in Annotationes Erazma Rotterdamskega. Erazem ga je v zgodnjih izdajah svoje Nove zaveze pomotoma imenoval "Vulgarius". Teofilaktovi komentarji evangelijev so bili objavljeni v izvirni grščini v Rimu leta 1542, v latinščini pa so jih objavili katoliški (Porsena) in protestantski (Oecolampadius) prevajalci v dvajsetih letih 15. stoletja. 
Sodobni prevodi Teofilaktovih komentarjev so na voljo v novi grščini, ruščini, srbščini, bolgarščini in romunščini, kar odraža širok vpliv njegovega eksegetskega dela v Pravoslavni cerkvi in zunaj nje. Ohridski škof iz dvajsetega stoletja Nikolaj Velimirović je zapisal, da so Teofilaktovi "komentarji štirih evangelijev in drugih knjig Nove zaveze ... najboljša dela te vrste po sv. Janezu Zlatoustemu in se še danes berejo z veliko koristmi".